# Armée du salut des Rohingya de l'Arakan
L'Armée du salut des Rohingyas de l'Arakan (ARSA),,, en birman : အာရ်ကန်ရိုဟင်ဂျာ ကယ်တင်ရေးတပ်မတော် (appelée aussi localement Harakah al-Yaqin, « Mouvement de la foi » en arabe), est un groupe armé composé de Rohingyas, actif dans l'État d'Arakan en Birmanie. Il est dirigé par Ataullah Abu Ammar Jununi, un Rohingya né à Karachi au Pakistan et dont la famille a émigré en Arabie saoudite pour échapper aux persécutions que subissaient les Rohingyas en Arakan. Selon un rapport de l'International Crisis Group daté de décembre 2016, le chef du groupe a ensuite grandi à La Mecque,. Les autres membres dirigeants du groupe sont constitués d'un comité de Rohingyas émigrés en Arabie saoudite.
Le Comité central antiterroriste de Birmanie a déclaré l'ARSA groupe terroriste le 25 août 2017 conformément à la loi antiterroriste du pays,. L'ARSA est également considérée comme un groupe terroriste par la Malaisie.
L'ARSA a été accusée par le gouvernement birman d'être impliquée et subventionnée par des islamistes étrangers, bien qu'il n'y ait aucune preuve solide prouvant de telles allégations. L'ARSA a ensuite publié une déclaration le 28 août 2017, qualifiant les allégations du gouvernement à son encontre de « sans fondement » et affirmant que son objectif principal est de défendre les droits des Rohingyas.

## Histoire

### Avant 2016
Selon l'International Crisis Group (ICG) et un porte-parole de l'ARSA, le groupe a été formé en 2013, à la suite des émeutes dans l'État d'Arakan en 2012, sous le nom de Harakah al-Yaqin (traduit par « Mouvement de la foi » en français),. Un ancien membre de l'ARSA a décrit comment il avait été recruté par le chef du groupe, Ataullah abu Ammar Jununi, trois ans avant les attaques d'octobre 2016. Ataullah avait approché des villageois, demandant à cinq à dix recrues de rejoindre son groupe et leur disant que le temps était venu de « faire cesser les mauvais traitements infligés aux Rohingyas ». Avant les attaques d'octobre 2016, l'ARSA patrouillait simplement les villages armés de bâtons de bambou, s'assurant que les villageois priaient dans les mosquées. Selon des habitants rohingyas et des responsables de la sécurité birmans, le groupe avait recommencé à approcher des hommes rohingyas de divers villages pour les recruter six mois avant sa première attaque en octobre 2016, cette fois avec l'intention de les entraîner de l'autre côté de la frontière au Bangladesh pour une future attaque en Birmanie.

### 2016
En octobre 2016, sous le nom de Harakah al-Yaqin, le groupe a revendiqué la responsabilité d'attaques contre des postes frontaliers birmans le long de la frontière entre le Bangladesh et le Myanmar, qui ont fait neuf morts parmi les agents frontaliers et quatre soldats,. Les forces armées birmanes ont annoncé le 15 novembre 2016 qu'un total de 69 insurgés avaient été tués par les forces de sécurité lors des récents combats. L'ICG a rapporté le 14 décembre 2016 que lors d'entretiens avec l'ARSA, ses dirigeants ont affirmé avoir des liens avec des donateurs privés en Arabie saoudite et au Pakistan. L'ICG a également publié des informations non confirmées selon lesquelles des villageois rohingyas avaient été « secrètement entraînés » par des combattants afghans et pakistanais,.

### 2017
Le groupe connaît une notoriété importante à partir d'août 2017, à la suite des combats avec l'armée birmane, induisant de nombreux mouvements de population pour fuir ces combats.
En septembre 2017, des sources bangladaises ont déclaré que la possibilité de coopération entre l'Inter-Services Intelligence (ISI) pakistanais et l'ARSA était « extrêmement élevée ». Le ministre bangladais des transports routiers et des ponts, Obaidul Quader, a déclaré lors d'une réception organisée par le haut-commissariat adjoint du pays à Calcutta, en Inde, que son pays enquêtait sur les allégations.
En novembre 2017, il a été signalé que des membres de la diaspora rohingya en Malaisie apportaient un soutien financier à l'ARSA.

## Idéologie et structure
Le chef de l'ARSA, Ataullah Abu Ammar Jununi, a déclaré dans une vidéo publiée en ligne : « Notre objectif principal sous l'ARSA est de libérer notre peuple de l'oppression déshumanisante perpétrée par tous les régimes birmans successifs ». Le groupe prétend être un groupe d'insurgés ethno-nationalistes et a nié les allégations selon lesquelles ils sont islamistes, affirmant qu'ils sont laïcs et « n'ont aucun lien avec des groupes terroristes ou des islamistes étrangers »,. Cependant, l'ARSA suit de nombreuses pratiques islamiques traditionnelles telles que demander des fatwas à des religieux musulmans étrangers.
Contrairement à d'autres groupes d'insurgés au Myanmar, l'ARSA n'est pas organisée comme un groupe paramilitaire. Alors que d'autres groupes ont des grades et des uniformes militaires, la plupart des membres de l'ARSA sont apparus dans des vidéos portant des vêtements civils. Le groupe est également mal équipé, ; il a été signalé que lors de leurs attaques dans le district de Maungdaw le 25 août, la plupart des combattants de l'ARSA étaient armés de machettes et de bâtons de bambou. Les autorités locales ont répondu par des tirs de mitrailleuses automatiques, surpassant largement les armes de l'ARSA.
Les analystes ont comparé les tactiques utilisées par l'ARSA à celles utilisées par les groupes d'insurgés combattant dans le sud de la Thaïlande, à savoir traverser la frontière d'un pays à l'autre pour lancer des attaques à petite échelle, puis se replier de l'autre côté de la frontière auprès d'une communauté qui partage des traits similaires sur le plan ethnique et/ou religieux.

## Exactions
L'ARSA est accusé par Amnesty International d'exactions contre des civils hindous et notamment du massacre de 53 villageois, dont 20 hommes, 10 femmes et 23 enfants, à Kha Maung Seik, près de Maungdaw, le 25 août 2017.